# 寺田鉄工所
株式会社寺田鉄工所（てらだてっこうしょ、英: Terada Iron Works Co.,Ltd ）は、広島県福山市に本社を置く、発電プラント機器製造、製鉄プラント機器製造、大型機械加工、太陽熱集熱器・温水器の製造、販売、工事請負などを行う企業。

## 概要
1917年（大正6年）に鉄骨構造物、ボイラー等を製造する鉄工業会社として創業。1965年（昭和40年）に大型工作機械を導入し、製缶・板金加工・機械加工、据付工事の一貫体制を取り、製缶・機械加工製品等を納入。2008年（平成20年）からは太陽熱温水器・集熱器の製造・販売も行う。

## 沿革
本項目の主要出典
- 1917年 - 寺田徳太郎が福山市松山町にて創業。
- 1944年 - 第二次世界大戦に入り企業合同のため、日東製網福山鉄工部に合併。
- 1945年
  - 寺田学が2代目社長に就任。
  - 終戦後、日東製網福山鉄工部と分離。福山市港町に移転。
- 1949年 - 三原車輌製作所（現:三菱重工業・三原製作所）と取引開始。
- 1950年 - 鏡板製作事業開始。
- 1951年 - 株式会社寺田鉄工所に組織変更。
- 1954年 - 寺田キミコが3代目社長に就任。
- 1963年 - 寺田進が4代目社長に就任。
- 1964年 - 製鉄所向け熱風炉製作開始。
- 1965年
  - 本社を新浜町に移転。
  - 三菱重工業株式会社の資本参加により1500万円に増資。
- 1973年
  - 圧力容器用鏡板JIS規格取得。
  - 排煙脱硫装置製作開始。
- 1976年 - 新社屋ビル完成。
- 1984年 - 寺田則昭が5代目社長に就任。
- 1987年 - タイ鉄鋼企業、バンコク・スチール・インダストリーと業務提携。
- 2001年 - 寺田英が6代目社長に就任。
- 2007年 - 寺田雅一が7代目社長に就任[5]。
- 2008年 - 太陽熱利用システム開発・販売開始[6]。
- 2009年 - チューブハンドル用ISO9001認証取得。
- 2010年 - 第6回 ひろしま・夢・エネルギー大賞 特別賞 受賞[7]。
- 2011年
  - 「サントップ」第8回エコプロダクツ大賞 経済産業大臣賞 受賞[8]。
  - ロハスデザイン大賞 モノ部門大賞 受賞[7]。
- 2012年 - 第10回 日本環境経営大賞 環境価値創造パール大賞[9]
- 2014年 - ふくやま環境賞 受賞[7]。
- 2016年 - 「ソラリス」環境省L2-tech認証[10]。
- 2017年 - 福山市と災害時等における物資供給に関する協定を締結[11][12]。
- 2020年 - 資本金を2000万円に増資[2]。

## 主要取引先
本項目の主要出典
- 三菱重工業株式会社
- JFEプラントエンジ株式会社
- 株式会社三井E&Cマシナリー
- 株式会社寺田建設
- 株式会社吉田機械製作所
- 北川精機株式会社